# أتسوشي مياجي
أتسوشي مياجي (باليابانية: 宮城淳) مواليد 19 أكتوبر 1931 في طوكيو، هو لاعب كرة مضرب ياباني يلعب باليد اليمنى. هو أحد أبطال الجراند سلام.

## النهائيات

### اللقب
| السنة | البطولة           | الشريك    | المنافس                | النتيجة                 |
| 1955  | البطولة الأمريكية | كوسي كامو | جيرالد موس بيل كويليان | 6–3, 6–3, 3–6, 1–6, 6–4 |

## روابط خارجية
- أتسوشي مياجي على موقع رابطة محترفي التنس (الإنجليزية)
- أتسوشي مياجي على موقع الاتحاد الدولي لكرة المضرب (الإنجليزية)
- أتسوشي مياجي على موقع كأس ديفيز (الإنجليزية)
- أتسوشي مياجي على موقع خلاصة التنس.كوم (الإنجليزية)